# The Chantays
The Chantays was een Amerikaanse surfrock-band uit de jaren 1960.

## Carrière
In de zomer van 1960 waren Bob Spickard en Warren Waters scholieren aan de highschool in Santa Ana, Orange County in Californië. Geïnspireerd door de band The Rhythm Rockers besloten ze een eigen band te formeren. Zonder muzikale ervaring begon Bob gitaar te spelen en Warren bas. Verdere schoolvrienden, Rob Marshall met een klassieke piano-opleiding en Brian Carman, wiens broer saxofonist was bij The Rhythm Rockers, voegden zich bij de band. Nadat ze hun geluk hadden beproefd met verschillende drummers, werd uiteindelijk gekozen voor Bob Welch. Na regelmatige repetities hadden ze hun eerste optreden in december 1961 in het Tustin Youth Center en speelden ze onder de naam The Chantays. Jim Frias was op dit moment al als saxofonist actief bij de band. Spoedig bereikten ze de populariteit van The Rhythm Rockers. Tot het repertoire van de band behoorde tot dit tijdpunt het nummer Liberty's Whip alias 44 Magnum. Nadat bandleden de documentaire film Endless Summer hadden gezien over twee Californische surfers, hernoemden ze het nummer naar Pipeline.
In juli 1962 werd de diskjockey Jack Sands opmerkzaam op de band en aanvaardde het management. The Chantays namen een demo op met de nummers Pipeline en Move It in de studio Pal in Cucamonga en Sands nam de demo mee naar Los Angeles op zoek naar een geïnteresseerd label. Het label Downey Records, dat net The Rumblers onder contract had genomen met het nummer Boss, contracteerde ook The Chantays en in december 1962 verscheen de single Move it / Pipeline. Move it werd door de plaatselijke zender KFXM gedraaid, waarop geen reactie volgde. Een deejay kreeg de gelukkige inval om de B-kant Pipeline te spelen, waarna het eerste succes zich begon af te tekenen. Aangezien nog alle bandleden schoolgaand waren, konden ze slechts beperkt de daarop volgende aanvragen voor optredens op de televisie en radio gehoor geven.
Na optredens bij Surf Battle of the Bands in de Deauville Castle Club in Santa Monica en de Lawrence Welk-Show bereikte Pipeline in mei 1963 de 4e plaats van de Amerikaanse Billboard-hitlijst en de 16e plaats in Groot-Brittannië.
Na het succes van Pipeline verscheen de single Monsoon / Scotch Highs en het tweede album Two Sides Of The Chantays, echter konden The Chantays niet meer evenaren aan hun laatste succes. Nadat Bob Welch de band in de zomer van 1964 had verlaten ten gunste van zijn studie, nam Steve Khan de openstaande vacature over. Voor de volgende drie maanden durende tournee moesten de bandleden hun paspoorten vervalsen om in bars en clubs te mogen spelen. Na de tournee verliet Warren Waters de band, die werd vervangen door Denny Keller.
Aan het eind van 1965 werden The Chantays voor een drie weken durende tournee in Japan gevraagd. Aangezien Waters, Carman en Khan geen tijd hadden, toerde de band in een bijna geheel nieuwe bezetting. Spickard en John Longstreth, de bassist van The Rhythm Rockers, speelden gitaar, Tommy Hanigan de drums, Rob Marshall de piano en Mark Howlett de bas. Na een kortstondig bestudering van het noodzakelijke repertoire werd de tournee rond de jaarwisseling 1965/1966 een succes.
In de daaropvolgende jaren waren er steeds weer revivals van de band en tot heden spelen The Chantays nog bij nu en dan voorkomende optredens samen.
Gitarist Brian Carman overleed op 1 maart 2015 op 69-jarige leeftijd in zijn woning in het Californische Santa Ana aan de gevolgen van de Ziekte van Crohn.

## Bezetting

### Actuele bezetting
- Brian Carman - (gitaar)
- Ricky Lewis - (bas)
- Bob Spickard - (gitaar)
- Brian Nussle - (saxofoon)
- Bob Welch - (drums)

### Oprichters
- Brian Carman - (gitaar)
- Warren Waters - (bas)
- Bob Spickard - (gitaar)
- Rob Marshall - Klavier
- Jim Frias - (saxofoon)
- Bob Welch - (drums)

### Voormalige leden
- Gil Gonzales - (drums)
- Rob Marshall - (piano)
- Jim Frias - (saxofoon)
- Warren Waters - (bas)
- Steve Khan - (drums)
- Denny Keller - (bas)
- John Longstreth - (gitaar)
- Tommy Hanigan - (drums)
- Mark Howlett - (bas)

## Discografie

### Singles
- 1962 Pipeline / Move It
- 1963 Pipeline / Move It
- 1963 Monsoon / Scotch Highs
- 1963 Space Probe / Continental Missile
- 1964 Only If You Care / Love Can Be Cruel
- 1964 Beyond / I'll Be Back Someday
- 1965 Greenz / Three Coins In A Fountain
- 1965 Fear Of The Rain / So Be On Your Way
- 1966 Pipeline / Move It

### Albums
- 1963 Pipeline
- 1964 Two Sides Of The Chantays
- 1994 Next Set
- 1997 Waiting For The Tide
- 1997 Out Of The Blue  EP

### Compilaties
- 1982 The History of Surf Music
- 1989 Surfin Hits
- 1996 Cowabunga! Surf Box
- 1996 Teen Beat - Vol 3
- 1996 Let's Go Trippin'
- 1997 Guitar Heroes
- 1997 Smells Like Surf Spirit
- 1998 Hard Rock Records - Surf
- 1998 Wipe Out
- 2000 A Surfer's paradise
- 2000 USA R&R 45s - Vol. 1
- 2004 (Ghost) Riders In The Sky
- 2005 Pipeline
- 2005 Sleepwalk Mania